# Mariana Kolic
Mariana Kolic (ur. 1 sierpnia 1988) – francuska zapaśniczka walcząca w stylu wolnym. Siedemnasta na mistrzostwach świata w 2012. Szósta na igrzyskach śródziemnomorskich w 2013. Brązowa medalistka mistrzostw śródziemnomorskich w 2012. Dziewiąta w Pucharze Świata w 2011. Piąta na akademickich mistrzostwach świata w 2010. Trzecia na ME juniorów w 2006 roku.